# Serpentari de Madagascar
El serpentari de Madagascar (Eutriorchis astur) és un ocell rapinyaire de la família dels accipítrids i únic representant del gènere Eutriorchis Sharpe, 1875. Habita als boscos tropicals de Madagascar. El seu estat de conservació es considera en perill d'extinció.
Estudis genètics de principis del segle XXI el classifiquen prop del trencalòs i de l'aufrany, a la subfamília Gypaetinae.